# Tierra Ruffin-Pratt
Tierra La-she Ruffin-Pratt (ur. 11 kwietnia 1991 w Alexandrii) – amerykańska koszykarka występująca na pozycjach rzucającej lub niskiej skrzydłowej, obecnie zawodniczka Elicuru Holon.

## Kariera sportowa
W 2009 została wybrana MVP meczu gwiazd amerykańskich szkół średnich – McDonald’s All-American.
W styczniu 2020 została zawodniczką AZS-u Uniwersytet Gdański.

## Osiągnięcia
Stan na 28 stycznia 2022, na podstawie, o ile nie zaznaczono inaczej.
NCAA
- Uczestniczka rozgrywek:
  - Sweet 16 turnieju NCAA (2011)
  - turnieju NCAA (2010, 2011, 2013)
- Zaliczona do:
  - I składu:
    - ACC (2013)
    - turnieju ACC (2013)
    - All-American (2013 przez WBCA)

WNBA
- Wicemistrzyni WNBA (2018)

Drużynowe
- Finalistka Pucharu Izraela (2019)